# José Antonio Camacho
José Antonio Camacho (Cieza, 8 juni 1955) is een Spaanse voetbaltrainer en voormalig profvoetballer. Hij had de reputatie een keiharde verdediger te zijn met als bijnaam 'Het Scheermes'. Als speler veroverde hij tien landstitels, twee bekers en twee UEFA Cups. Van 1973 tot 1989 speelde hij voor Real Madrid.
Als hoofdtrainer begon Camacho in 1992 in de Segunda División A, met een seizoen bij Rayo Vallecano. Van 1993 tot 1998 werkte hij voor Espanyol, met tussendoor een jaar bij Sevilla. Bij Osasuna was hij ruim twee seizoenen trainer, bij andere clubs bleef hij steeds minder dan een seizoen. Osasuna was in 2011 zijn laatste club.
Als bondscoach leidde Camacho drie landen: van 1998 tot 2002 het Spaans voetbalelftal en later het Chinees voetbalelftal. Voor het laatst coachte hij in september 2018, bij het Gabon.

## Trainerscarrière
Toen hij in 1989 stopte als voetballer, bleef Camacho tot 1992 bij Real Madrid als jeugdtrainer en assistent van Alfredo Di Stéfano.
In maart 1992 begon hij als hoofdtrainer bij Vallecano. Na anderhalf seizoen stapte hij over naar Espanyol, waar hij twee seizoenen bleef, van 1993 tot 1996. In het seizoen 1996–1997 coachte hij Sevilla, daarna stond hij weer een seizoen voor Vallecano. Van 1998 tot 2002 leidde Camacho het Spaanse nationale elftal tijdens het EK 2000 en het WK 2002.
Na een rustperiode van een half jaar ging Camacho eind 2002 voor het eerst aan de slag in het buitenland. Bij het Portugese Benfica was hij anderhalf seizoen werkzaam, voordat hij in het seizoen 2004/05 terugkeerde naar Spanje om daar de sterrenformatie van Real Madrid weer op de rails te krijgen. Op 1 juni 2004 werd Camacho aangesteld, maar wegens tegenvallende resultaten nam de Spanjaard in september 2004 na zes wedstrijden alweer ontslag. In 2007 ging Camacho terug naar Benfica. Daar stopte hij op 9 maart 2008 na een teleurstellend 2-2 gelijkspel tegen de club União Leiria, de hekkensluiter van de Portugese competitie. Hij stelde dat hij het team niet meer kon motiveren.
In oktober 2008 werd hij trainer van Osasuna. Daar coachte hij zijn laatste wedstrijd op 13 februari 2011. Op 13 augustus 2011 meldde het persbureau Xinhua dat de Chinese voetbalbond hem had aangesteld als bondscoach van China. Camacho moest de ploeg naar het WK voetbal 2014 in Brazilië loodsen, maar slaagde daar niet in en stapte eind 2013 na twintig duels op.
Op 1 december 2016 werd Camacho vlak voor de strijd om de Africa Cup aangesteld als bondscoach van Gabon, als opvolger van de Portugees José Garrido. Gabon trad op als gastheer van het tweejaarlijkse toernooi, maar strandde in de groepsfase na drie gelijke spelen op rij, tegen achtereenvolgens Guinee-Bissau (1-1), Burkina Faso (1-1) en Kameroen (0-0).